# Simitli
Simitli (Bulgaars: Симитли) is een stad en een gemeente in de oblast Blagoëvgrad in het zuidwesten van Bulgarije. De stad ligt 17 km ten zuiden van de stad Blagoëvgrad en is de hoofdplaats van de gemeente Simitli, die naast de stad ook zeventien nabijgelegen dorpen omvat.

## Geografie
De gemeente Simitli ligt in het noordwestelijke deel van de oblast Blagoëvgrad en heeft een oppervlakte van 553 vierkante kilometer: het is hiermee de vierde van de 14 gemeenten van de oblast qua oppervlakte (8,57% van het grondgebied). De grenzen zijn als volgt:
- in het noordwesten en noorden - gemeente Blagoëvgrad;
- in het oosten - gemeente Razlog;
- in het oosten - gemeente Bansko;
- in het zuiden - gemeente Kresna;
- in het zuidwesten - Noord-Macedonië.

## Bevolking
De stad Simitli telde 6.222 inwoners in 2020, terwijl de gemeente Simitli 12.999 inwoners had.

### Religie
De laatste volkstelling werd uitgevoerd in februari 2011 en was optioneel. Van de 14.283 inwoners kozen er 4.541 om het censusformulier niet in te vullen. Van de 9.742 ondervraagden noemden 8.695 zichzelf aanhanger van de Bulgaars-Orthodoxe Kerk, oftewel 89,3% van alle ondervraagden. Daarnaast werden er 715 moslims geregistreerd (7,3% van alle ondervraagden). De rest van de bevolking had een andere geloofsovertuiging of was niet religieus.
| Religieuze samenstelling in februari 2011 | Religieuze samenstelling in februari 2011 | Religieuze samenstelling in februari 2011 | Religieuze samenstelling in februari 2011 | Religieuze samenstelling in februari 2011 |
| ----------------------------------------- | ----------------------------------------- | ----------------------------------------- | ----------------------------------------- | ----------------------------------------- |
|                                           |                                           |                                           |                                           |                                           |
| Bulgaars-Orthodoxe Kerk                   | Bulgaars-Orthodoxe Kerk                   |                                           | 89,25%                                    | 89,25%                                    |
| Katholieke Kerk                           | Katholieke Kerk                           |                                           | 0,31%                                     | 0,31%                                     |
| Protestantisme                            | Protestantisme                            |                                           | 0,42%                                     | 0,42%                                     |
| Islam                                     | Islam                                     |                                           | 7,34%                                     | 7,34%                                     |
| Geen                                      | Geen                                      |                                           | 0,76%                                     | 0,76%                                     |
| Anders/ Onbekend                          | Anders/ Onbekend                          |                                           | 1,92%                                     | 1,92%                                     |

## Gemeentelijke kernen
De gemeente Simitli bestaat uit de volgende plaatsen:
- Simitli (hoofdplaats)
- Brezjanj
- Brestovo
- Tsjernitsje
- Dokatitsjevo
- Dolno Osenovo
- Gorno Osenovo
- Gradevo
- Kroepnik
- Metsjkoel
- Polena
- Poleto
- Rakitna
- Senokos
- Soechostrel
- Soesjitza
- Troskovo
- Zjeleznica

Bestuurlijk centrum: Blagoëvgrad
 Bansko · Belitsa · Blagoëvgrad · Garmen · Gotse Deltsjev · Chadzjidimovo · Kresna · Petritsj · Razlog · Sandanski · Satovtsja · Simitli · Stroemjani · Jakoroeda